# Jméno (film)
Jméno, ve francouzském originále Le Prénom, je francouzsko-belgická filmová komedie, kterou v roce 2012 režírovali Alexandre de La Patellière a Matthieu Delaporte podle své stejnojmenné divadelní hry.
Ve Francii na film do kin dorazilo 3 347 000 diváků, čímž se stal třetím nejvýdělečnějším francouzským filmem roku 2012. Film byl také nominován na pět Césarů a proměnil nominace pro nejlepšího herce (Guillaume de Tonquédec) a nejlepší herečku ve vedlejší roli (Valérie Benguigui).

## O filmu
Během rodinné večeře jeden z hostů oznámí, že se svou ženou pojmenují svého nenarozeného syna Adolf. To vyvolává vášnivou debatu o tom, jaká jména by se měla nebo neměla dětem dávat, protože jméno Adolf se podle některých logicky pojí s Adolfem Hitlerem. Jedna věc vede k druhé, odhalují se skryté zášti a nedorozumění a vyřizují se účty.

## Obsazení
| Patrick Bruel          | Vincent Larchet                               |
| Valérie Benguigui      | Élisabeth Garraud-Larchet, přezdívaná „Babou“ |
| Charles Berling        | Pierre Garraud                                |
| Guillaume de Tonquédec | Claude Gatignol                               |
| Judith El Zein         | Anna Caravatti                                |
| Françoise Fabian       | Françoise Larchet                             |
| Yaniss Lespert         | Jean-Jacques, poslíček s pizzou               |
| Miren Pradier          | Sonia, zdravotnice                            |
| Alexis Leprise         | Apollin Garraud-Larchet                       |
| Juliette Levant        | Myrtille Garraud-Larchet                      |
| Bernard Murat          | porodník                                      |

## Zajímavosti
V Itálii byl vytvořen remake filmu, s názvem Il nome del figlio v režii Francescy Archibugi, v hlavní roli s Alessandrem Gassmanem, Micaelou Ramazzotti, Valerií Golino, Luigim Lo Casciem a Roccem Papaleem. V této úpravě se dítě již nejmenuje Adolf, ale Benito, což je jméno Benita Mussoliniho.
Režisérem hry je Bernard Murat, který ve filmu hraje porodníka.
Film byl také adaptován do němčiny pod názvem Der Vorname (česky: A co třeba Adolf?). Film byl uveden v říjnu 2018 v Německu, v režii Sönkeho Wortmanna a v hlavních rolích se objevili Florian David Fitz, Janina Uhse, Christoph Maria Herbst a Caroline Peters.

## Ocenění a nominace

### Ocenění
- Ceny francouzského filmu 2013: Cena diváků TF1
- César 2013:
  - César pro nejlepšího herce ve vedlejší roli pro Guillauma de Tonquédeca
  - César pro nejlepší herečku ve vedlejší roli pro Valérii Benguigui

### Nominace
- César 2013: 
  - César pro nejlepší film
  - César pro nejlepšího herce pro Patricka Bruela
  - César pro nejlepší adaptaci